# My Blue Heaven (1950)
My Blue Heaven is een Amerikaanse musicalfilm in Technicolor uit 1950 onder regie van Henry Koster. De film is gebaseerd op het ongepubliceerde verhaal Storks Do Not Bring Babies van S.K. Lauren en werd destijds niet in Nederland uitgebracht.

## Verhaal
Jack en Kitty Moran is een getrouwd radiokoppel in New York bekend vanwege hun dans- en zangacts. Als blijkt dat Kitty zwanger is, zijn ze in de zevende hemel, maar een noodlottig auto-ongeluk leidt tot een miskraam. Hierna krijgt het koppel te horen dat Kitty nooit meer kinderen zal kunnen krijgen. Ze raken geïnspireerd door hun collega's Walter en Janet Pringle, die twee kinderen hebben geadopteerd. Jack en Kitty besluiten ook een kind te adopteren, maar dit proces blijkt zo eenvoudig nog niet.

## Rolverdeling
| Acteur           | Personage          |
| ---------------- | ------------------ |
| Betty Grable     | Kitty Moran        |
| Dan Dailey       | Jack Moran         |
| David Wayne      | Walter Pringle     |
| Jane Wyatt       | Janet Pringle      |
| Mitzi Gaynor     | Gloria Adams       |
| Una Merkel       | Miss Irma Gilbert  |
| Louise Beavers   | Selma              |
| Laura Pierpont   | Mrs. Johnston      |
| Elinor Donahue   | Mary               |
| Phyllis Coates   | Feestmeisje        |
| Mae Marsh        | Dienstmeid         |
| Minerva Urecal   | Mevrouw Bates      |
| Suzanne Ridgeway | Figurante          |
| Barbara Pepper   | Susan, serveerster |

## Productie
De rechten van het verhaal Storks Do Not Bring Babies van S.K. Lauren werd in mei 1949 aangekocht door de filmstudio voor $50.000 dollar. Producent Sol C. Siegel suggereerde Fred MacMurray voor de hoofdrol, maar studiobaas Darryl F. Zanuck drong aan dat Betty Grable en Dan Dailey werden gecast, een filmduo dat eerder succes bij het grote publiek boekte met Mother Wore Tights (1947) en When My Baby Smiles at Me (1948). In oktober 1949 werd Claude Binyon vervangen als regisseur door Henry Koster op verzoek van Grable.
De film betekende het filmdebuut voor Mitzi Gaynor.